# Girik
Girik è un comune dell'Azerbaigian situato nel distretto di Qusar. Conta una popolazione di 1 196 abitanti.